# Canalizare vacuumatică

Schema unui sistem de canalizare cu vid

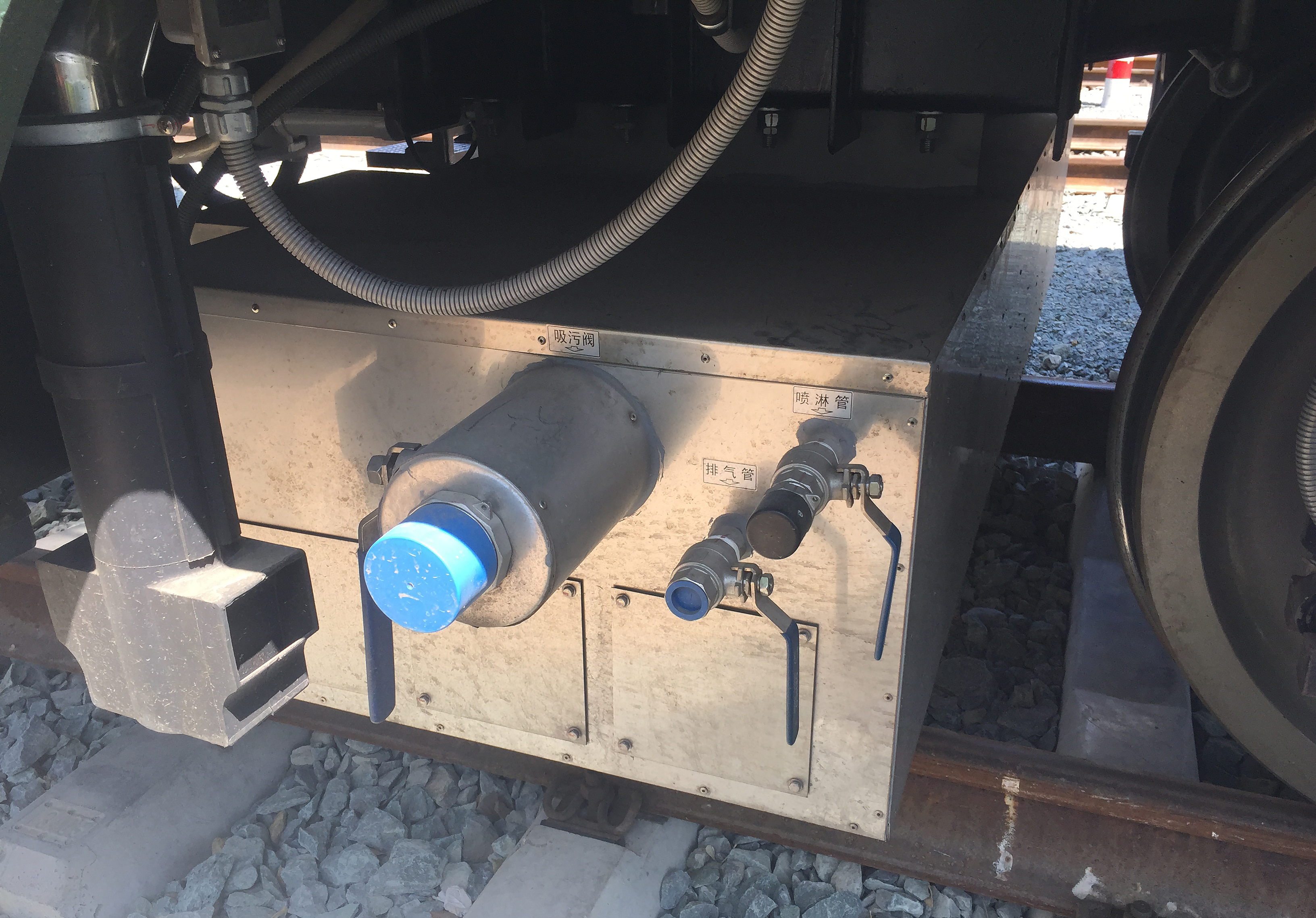
Un sistem portabil de canalizare în vid pe partea inferioară a unui vagon de tren, ce servește toaleta cu vid și chiuveta în interiorul trenului

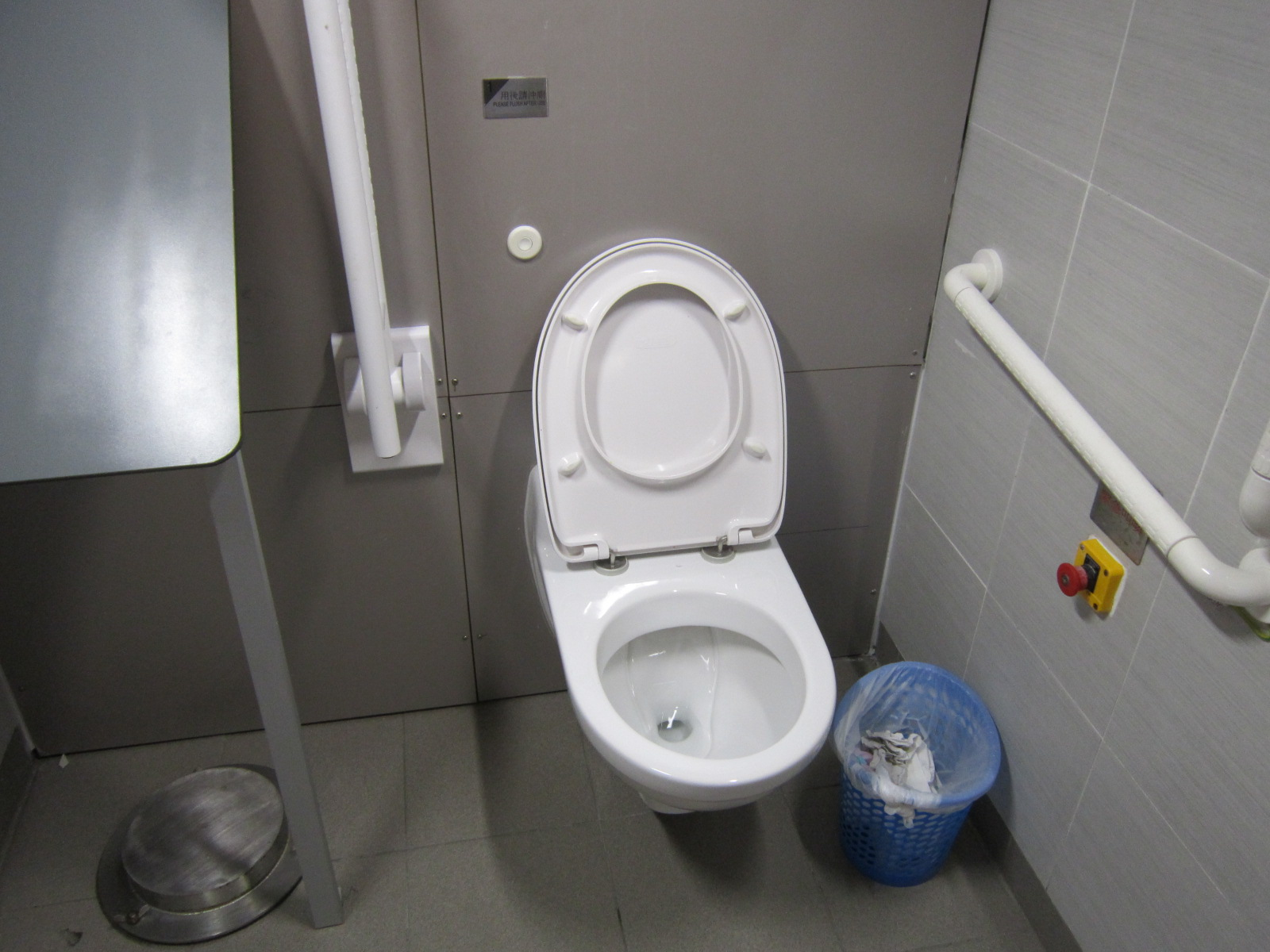
O toaletă cu vid din Hong Kong

Sistemele de canalizare vacuumatică sunt sisteme de canalizare menajera moderne care colectează și transportă apa uzată de la utilizatori la stația de epurare sau cămine de deversare în alte sisteme de canalizare, cu ajutorul presiunii negative generate în sistem de o stație de vacuum.
Sistemele de canalizare vacuumatică sunt recomandate în special în zonele de șes, cu pante mici unde canalizarea gravitaționala necesita săpături foarte adânci pentru șanțuri, în zonele unde pânza freatică este foarte aproape de suprafață, trenul nisipos, stâncos unde săpăturile sunt greu de efectuat.
Sistemele de canalizare vacuumatică folosesc, pentru transportul apei uzate, diferența de presiune între presiunea atmosferica (1 bar) și  presiunea negativă ( 0,5 - 0,7 bar) din canalul colector, fluidele putând fi transportate și în contrapantă.
Astfel de sisteme nu sunt proiectate pentru a prelua apele pluviale și infiltrațiile de apă.
Primul sistem a fost instalat în Europa în anul 1882, inginerul olandez Charles T. Liernur obținând în 1887 un patent pentru această tehnologie, însă, datorită dificultăților din acea vreme în construirea stațiilor de vacuum a fost mai puțin utilizat în localități și mai mult pe vapoare, în trenuri și avioane. 
Începând din 1959 sistemul de canalizare vacuumatică pentru localități s-a dezvoltat tehnic din ce în ce mai mult, fiind implementat în tot mai multe localități din Europa și din lume datorită avantajelor pe care le prezintă față de canalizarea clasică, gravitațională.

## Principiul de funcționare al sistemului de canalizare vacuumatică
Sistemul de canalizare vacuumatică cuprinde cămine de colectare în rețeaua de vacuum, în care se acumulează apa uzată de la utilizatori, rețeaua de conducte, prin care apa uzată este transportată, stațiile de vacuum, în care se creează vacuumul și rezervoarele de vacuum, în care se acumulează apa uzată din rețea.
La un grup de mai mulți utilizatori (locuințe), se montează un cămin de colectare ermetic, instalat în exteriorul clădirii, îngropat. Apa reziduală este colectată gravitațional de la fiecare utilizator până la căminul de colectare, branșamentul utilizatorilor la rețeaua vacuumatică fiind identic cu cel de la rețelele gravitaționale.
Căminul de colectare este împărțit în două compartimente, un compartiment superior în care se montează vana de vacuum și unul inferior, numit bazin de colectare ape uzate, care servește pentru acumulare apei uzate de la utilizatori. Căminul are în componență o conductă senzor și o conductă de aspirare a apei, ambele conectate la vana de vacuum.
Când bazinul de acumulare a apei uzate ajunge la capacitatea maximă de umplere de 50 l, în conducta senzor se acumulează o presiune de aer suficientă pentru a deschide pneumatic vana de vacuum. Astfel, în momentul deschiderii vanei se declanșează procesul de aspirare a întregii cantități de ape uzate. După golirea căminului, presiunea din senzor scade ducând la declanșarea în sens invers a vanei, prin obturarea bazinului de acumulare a apelor uzate față de rețeaua vacuumatică. Procesul se repetă la fiecare umplere a camerei de acumulare a apelor uzate.
La capătul sistemului, în stațiile de vacuum, sunt montate pompe de vacuum care produc vacuum la o presiune negativă de -0,7 bari. Când un lichid intră în sistemul cu presiune negativă, acesta este automat absorbit de vid și transportat, prin rețeaua de conducte de vacuum, până la capătul unde se creează vacuumul, fiind colectat în rezervorul de vacuum, aflat în zona stației de vacuum. De la rezervorul de vacuum, apele uzate sunt dirijate către stația de epurare sau către un cămin de deversare al unui alt sistem de canalizare existent în zonă.
Conductele de canalizare vacuumatică sunt montate în șanțuri înguste într-un sistem în trepte care permite transportul atât în zonele plane cât și în cele în urcare. Pentru zonele de coborâre conductele sunt drepte iar pentru zonele plane sau în urcare se folosește sistemul în trepte care permite montarea la adâncime redusă a conductelor și este conceput astfel încât să asigure că vanele nu se vor bloca în perioadele de flux redus.

## Avantajele sistemelor de canalizare vacuumatică
Sistemul de canalizare cu vacuum reprezintă o opțiune tehnică în zonele plane, acolo unde pantele sunt mici, iar un sistem gravitațional ar presupune săpături mai adânci pentru pozarea conductelor, în zonele unde pânza freatică este foarte ridicată sau în rezervații naturale.
Rețeaua poate fi amplasată sub adâncimea de îngheț spre deosebire de rețeaua de canalizare gravitațională care trebuie amplasată la adâncimi mai mari, funcție de topografie, pentru asigurarea pantei de scurgere. Diametrele conductelor de canalizare sunt mai mici pentru aceleași debite de transport, față de sistemele gravitaționale.  
Rețeaua de canalizare vacuumatică se construiește din conducte flexibile (polietilenă sau PVC), putând fi pozată fără întreruperi și fără cămine suplimentare la schimbarea direcției sau la ocolirea unor obstacole. 
Apariția unei fisuri în conducte este depistată rapid prin monitorizarea funcționării pompelor de vacuum. 
În rețeaua vacuumatică nu se pot forma depuneri care ar provoca înfundarea conductei datorită efectului de autocurățire asigurat printr-o viteza de curgere de 3-5 l/s, față de viteza minimă de curgere din conductele de canalizare gravitațională 0,7 l/s. 
Un alt avantaj este caracterul absolut ecologic al acestui tip de transport de apă menajeră. Fără infiltrații sau exfiltrații. Amestecul continuu care se face pe traseu între apă-aer-solid duce la o oxigenare mărită a amestecului, ceea ce reduce substanțial costurile de epurare. Fiind etanș, sistemul nu permite accesul apelor pluviale. Ceea ce înseamnă reducerea cantității de apă ce intră în stația de epurare.
Stația de vacuum deservește o lungime de rețea de aproximativ 16 km. În cazul unei avarii la alimentarea cu energie electrică a stației de vacuum, devine convenabilă utilizarea unui grup electrogen la stația de vacuum, care intră în funcțiune automat, eliminând riscul poluării zonei cu ape uzate. În plus există un interval de timp de 2 - 4 ore în care se utilizează energia pneumatică existentă în rețeaua de vacuum, timp în care sistemul poate funcționa fără energie electrică.